# Eckard Reiß
Eckard Reiß (ur. 1941 we Frankfurcie nad Odrą) – niemiecki historyk i regionalista związany z Frankfurtem nad Odrą i Słubicami, członek Towarzystwa Historycznego we Frankfurcie nad Odrą, autor licznych publikacji naukowych na temat historii lokalnej obu miast.

## Życiorys
Jego przodkowie pochodzili ze Śląska. Członek Towarzystwa Historycznego we Frankfurcie nad Odrą i współredaktor zeszytów historycznych tego towarzystwa. Realizuje wiele wspólnych projektów razem z muzeum regionalnym: Museum Viadrina i Instytutem Historii Stosowanej we Frankfurcie nad Odrą. Autor komentarzy historycznych w lokalnej prasie, m.in. w „Märkische Oderzeitung”. Badacz przedwojennej historii Słubic, które do 1945 stanowiły prawobrzeżne przedmieście Frankfurtu nad Odrą - Dammvorstadt. Główny punkt jego badań stanowi historia cmentarza żydowskiego w Słubicach.
Właściciel wielu archiwalnych pocztówek, zdjęć i reprodukcji, wykorzystanych m.in. w dwujęzycznej książce „Słubice. Historia - topografia - rozwój”, wydanej w 2003 w Katedrze Ochrony Europejskiego Dziedzictwa Kultury na Europejskim Uniwersytecie Viadrina. Przez wiele lat zabiegał o uporządkowanie terenu dawnej żydowskiej nekropolii w Słubicach, co udało się dopiero w 2004. Przewodnik wielu wycieczek na teren cmentarza komunalnego w Słubicach, podczas których opowiada o przedwojennej historii tego miejsca. 17 czerwca 2007 prelegent warsztatów „Juden im deutsch-polnischen Grenzgebiet” (Żydzi w niemiecko-polskim regionie przygranicznym) w Groß Neuendorf. 13 października 2007 prelegent II Dni Kultury Żydowskiej w Zielonej Górze.
W 2009 w zbiorach Muzeum Żydowskiego we Frankfurcie nad Menem odkrył rejestry pochowanych na cmentarzu żydowskim w Słubicach. W kwietniu 2009 uczestnik panelu dyskusyjnego w Collegium Polonicum w Słubicach na temat uchronienia przed rozbiórką wzniesionego w stylu art déco słubickiego Kina Piast. W 2010 współtwórca czterojęzycznego projektu „Historia żydowska na miejscu– wirtualny spacer po Frankfurcie nad Odrą i Słubicach” (http://www.juedischesfrankfurtvirtuell.de) oraz pomysłu dwujęzycznej ścieżki edukacyjnej po historycznych miejscach Słubic (głównymi autorami pozostają Roland Semik i Katarzyna Malczewska).
29 czerwca 2011 współgospodarz XIII Letniej Akademii Fundacji Bertelsmanna, podczas której poprowadził wycieczkę na teren cmentarza żydowskiego w Słubicach. W 2012 opublikował książkę pt. „Makom tow - dobre miejsce. Cmentarz żydowski Frankfurt nad Odrą/ Słubice”, wydaną przez Vergangenheits Verlag w Berlinie.

## Publikacje
- „Kirche in der Dammvorstadt”, w: Historischer Verein zu Frankfurt (Oder), Heft 2/2001.
- „Kirche im Frankfurter Stadtteil Dammvorstadt und in Słubice”, w: Historischer Verein zu Frankfurt (Oder), Heft 1/2002.
- „Das Ende der Frankfurter Dammvorstadt und das Entstehen von Słubice. Eine Chronologie”, w: Historischer Verein zu Frankfurt (Oder), Heft 1/2002.
- „Der jüdische Friedhof im Frankfurter Stadtteil Dammvorstadt, heute Słubice”, w: Historischer Verein zu Frankfurt (Oder), Heft 1/2005.
- „Telefongeschichte(n) von und aus Frankfurt (Oder) und Słubice”, w: Historischer Verein zu Frankfurt (Oder), Heft 2/2006.
- „Der Dammvorstadt-Friedhof, heute Kommunalfriedhof Słubice”, w: Historischer Verein zu Frankfurt (Oder), Heft 1/2007.
- „Cmentarz żydowski we frankfurckiej dzielnicy Dommvorstadt, dziś Słubice”, Lubuskie Materiały Konserwatorskie, 5/2008.
- „Makom tow - dobre miejsce. Cmentarz żydowski Frankfurt nad Odrą/ Słubice”, Vergangenheits Verlag, Berlin 2012.